# Ясло
Я̀сло (на полски: Jasło) е град в Югоизточна Полша, Подкарпатско войводство. Административен център е на Ясленски окръг, както и на селската Ясленска община, без да е част от нея. Самият град е обособен в самостоятелна градска община.

## География

### Географско положение
Градът се намира в историческия регион Малополша. Разположен е край десния бряг на река Вислок, при вливането на реките Яшьолка и Ропа в нея.

### Граници
На север града граничи с общините Колачице, Ясло и Бжиска, на изток с община Тарновец и на юг и запад отново с Ясленската община.

### Площ
Градът заема площ от 36,52 км2, което е 4,39% от площта на Ясленски окръг и 0,2% от площта на Подкарпатското войводството.

## История
Първото споменаване на селището в писмен източник датира от 1262 година. То е отбелязано в дарствената грамота на княз Болеслав V Срамежливи към цистерцианския манастир в Копшивница. Получава градски права през 1366 година от крал Кажимеж III Велики.
В периода 1975 – 1998 година е част от Кросненското войводство.

## Население

### Брой и гъстота
Според данните от полската Централна статистическа служба, към 1 януари 2014 г. населението на града възлиза на 36 363 души, което е 32,2% от населението на Ясленски окръг. Гъстотата е 996 души/км2.

## Личности

### Родени в града
- Бартоломей от Ясло – полски философ и теолог
- Антони Барвински – полски футболист, бивш национал
- Рафал Бернацки – полски хандбалист, национал
- Северин Бешчад – полски художник
- Хенрик Добжански – полски военен деец
- Ришард Дрозд – полски шахматист
- Збишко Циганевич – полски борец
- Елжбета Лукачийевска – полски политик
- Йежи Матушкевич – полски музикант
- Карол Мишливец – полски археолог и египтолог
- Дорота Пикош – полска волейболистка, национал
- Габриел Самолей – полски хокеист, бивш национал
- Юзеф Слотвински – полски театрален режисьор, драматург, журналист и преводач
- Хуго Щайнхаус – полски математик
- Павел Загумни – полски волейболист, национал

## Градове партньори
Към 13 септември 2014 г. Ясло има сключени договори за партньорство със седем града.
- Мако, Унгария
- Требишов, Словакия
- Вранов над Топльоу, Словакия
- Трускавец, Украйна
- Кампозампиеро, Италия
- Прага (10 район), Чехия
- Ходонин, Чехия